# Плохой отец
«Плохой отец» или «Плохой папа» (фр. Un mauvais père) — французский короткометражный фильм снятый режиссёром Тиграном Аведикяном.

## История
Работы над картиной были завершены в 2011 году. Фильм рассказывает о проблемах во взаимоотношениях отцов и детей. В 2012 году работа была представлена на международном ереванском кинофестивале «Золотой Абрикос 2012», где удостоилась премии имени Гранта Матевосяна.

## Над фильмом работали
Режиссёр :
- Тигран Аведикян

Сценарий:
- Тигран Аведикян
- Мартин Друо

Актерский состав:
- Серж Аведикян — Жак
- Овнатан Аведикян — Оливье
- Бриджет Си[фр.] — Миссис Лежандра
- Флоранс Луаре[фр.] — Адель Лежандра
- Давид Айяла — Жиль Лежандра
- Рабах Наит Уфелла — Аззедин
- Томас Ларокуэре — Мигель

## Награды
- 2012 — „премия имени Гранта Матевосяна“ за фильм «Плохой папа» ( «Золотой Абрикос 2012»)